# Martim Francisco Ribeiro de Andrada (filho)
Martim Francisco Ribeiro de Andrada (Mucidan, Marselha, França, 10 de junho de 1825 — 2 de março de 1886) foi um político brasileiro. Foi presidente da Câmara dos Deputados e ministro no segundo reinado.

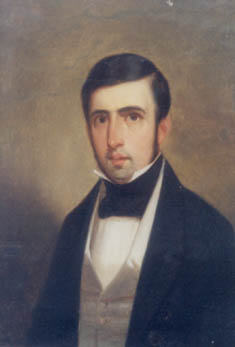
Martim Francisco Ribeiro de Andrada e Silva, da coleção Museu Histórico Nacional.

Da segunda geração dos Andrada e segundo político da família deste nome. Nasceu na França durante o exílio do pai. Era filho do conselheiro Martim Francisco Ribeiro de Andrada e de Gabriela Frederica Ribeiro de Andrada, irmão de José Bonifácio, o Moço e de Antônio Carlos Ribeiro de Andrada, senador estadual por Minas Gerais, que deu origem ao ramo mineiro dos Andrada.
Pelo lado paterno era sobrinho e pelo lado materno era neto de José Bonifácio de Andrada e Silva. Formou-se em ciências jurídicas pela Faculdade de Direito de São Paulo, onde foi professor.
Foi deputado provincial e geral por São Paulo. Era um dos principais líderes do Partido Liberal em São Paulo. Exerceu o mandato na Câmara entre 1853 e 1856 e depois entre 1861 a 1868. Foi Ministro de Estado dos Negócios Estrangeiros (1866) e Ministro da Justiça (1866-1868) durante a Guerra do Paraguai. Foi membro do Conselho de Estado e conselheiro de S. M. o Imperador D. Pedro II. Presidiu a Câmara dos Deputados em 1882.
Casou-se com Ana Benvinda Bueno de Andrada, sexta neta de Amador Bueno, capitão-mor e ouvidor da Capitania de São Vicente em 1627. Teve os filhos: Martim Francisco, Antônio Manoel, José Bonifácio, Gabriela, Ana Margarida e Maria Flora.